# 코니시 야스하루
코니시 야스하루(일본어: 小西 康陽, 1959년 2월 3일 ~ )는 일본의 음악가이다. 홋카이도 삿포로시 출신으로 아오야마 가쿠인 대학을 졸업하였다. 아내는 레디메이드 엔터테인먼트의 대표를 맡고 있는 작가 하세베 치사이이다. 음악 그룹 피치카토 파이브의 창단 멤버로 2002년 그룹 해체시까지 존속한 유일한 멤버이다.

## 프로듀스 한 가수들
- 오이카와 미츠히로
- 오구라 유코
- 카토리 신고 (SMAP, 신고마마 및 료상 명의)
- 시노하라 토모에
- SMAP
- ZARD
- TOKIO
- 나츠키 마리
- 노미야 마키
- 후카다 쿄코
- 미즈키 아리마
- 패리스 매치
- 요시무라 유미 (퍼피)
- 와다 아키코
- 노모토 카리아

## OST 작업
- 정의의 아군
- 데카완코
- 도쿄 전력 소녀